# Tredje Ikaros
Tredje Ikaros er titlen på en roman af den danske forfatter Anne-Marie Vedsø Olesen.
Den udkom på forlaget Gyldendal i år 2004 og handler om den egyptiske kaosgud Seth, der lever et ekstravagant og hedonistisk liv i nutidens London, hvor han forfører den unge kunstnerspire Victoria.
Romanen henter sit stof fra såvel egyptisk som græsk mytologi. Specielt løber den græske myte om Ikaros som underliggende rød tråd i fortællingen om den unge Victoria.
Tredje Ikaros er anden selvstændige del af Seth-trilogien Gudestorm.